# Internet Explorer Platform Preview
Con Internet Explorer Platform Preview si intende la serie delle versioni di test del motore di rendering Trident in sviluppo per una versione successiva di Internet Explorer, destinate agli sviluppatori Web che intendono vedere in anteprima la successiva tecnologia di piattaforma Web. La prima versione è stata la 9 Platform Preview 1, pubblicata il 16 marzo 2010, e l'ultima è stata la 10 Platform Preview 6, inclusa in Internet Explorer 10 Release Preview, pubblicato il 31 maggio 2012.
A partire da Windows Internet Explorer 9, la prima occasione in cui è possibile provare una nuova versione di Internet Explorer non è più la pubblicazione delle versioni beta, ma delle "Platform Preview": esse non sono delle versioni complete di Internet Explorer, poiché sono progettate per effettuare il testing dell'ultima versione del motore di rendering Trident, e mettono subito a disposizione di sviluppatori, professionisti IT e appassionati di tecnologia le build di anteprima della nuova versione del browser, in modo da dare la possibilità agli sviluppatori Web di partecipare con il proprio feedback al processo di sviluppo e di miglioramento del browser.
Internet Explorer Platform Preview può essere eseguito in parallelo con qualsiasi altro browser installato, e presenta un'interfaccia utente minimalista e priva degli elementi standard di un browser Web, come la barra degli indirizzi o i pulsanti di navigazione.
Windows Internet Explorer 9 Platform Preview è stato aggiornato da Microsoft approssimativamente ogni 8 settimane. Internet Explorer 10 Platform Preview è stato aggiornato da Microsoft approssimativamente ogni 11 settimane.

## Versioni
|      | Versione | Versione estesa | Pubblicato il | Nuove funzionalità | Fornito con                                                      | Supporta                                                         |
| IE9  | 9 PP1    | 1.9.7745.6019   | 16-3-2010     | Supporto ad alcuni selettori CSS 3 (tra cui la proprietà border-radius), a HTML5 e a SVG; nuovo motore JavaScript (nome in codice "Chakra"); aggiunto il supporto all'accelerazione hardware per il rendering Web e grafico, utilizzando Direct2D e DirectWrite.                                                                                     |                                                                  |                                                                  |
| IE9  | 9 PP2    | 1.9.7766.6000   | 5-5-2010      | Supporto ad altre funzioni in SVG, HTML5, DOM; aggiunto il supporto a tutti i selettori CSS 3; migliorate le prestazioni JavaScript. |                                                                  |                                                                  |
| IE9  | 9 PP3    | 1.9.7874.6000   | 23-6-2010     | Supporto ai tag <audio>, <video> e <canvas> di HTML5; supporto ai tipi di carattere WOFF; migliorate le prestazioni JavaScript e grafiche. |                                                                  |                                                                  |
| IE9  | 9 PP4    | 1.9.7916.6000   | 4-8-2010      | Motore JScript Chakra conforme a ECMAScript5 (ES5) e integrato nel core (modifica di architettura); supporto a SVG integrato e altamente interattivo; correzione bug CSS; miglioramento prestazioni. |                                                                  |                                                                  |
| IE9  | 9 PP5    | 1.9.7930.16406  | 15-9-2010     | Nuova icona. |                                                                  |                                                                  |
| IE9  | 9 PP6    | 1.9.8006.6000   | 28-10-2010    | Supporto a trasformazioni 2D CSS 3 e tag semantici HTML5. |                                                                  |                                                                  |
| IE9  | 9 PP7    | 1.9.8023.6000   | 17-11-2010    | Migliorate le prestazioni JavaScript. |                                                                  |                                                                  |
| IE9  | 9 PP8    | 1.9.8080.16413  | 10-2-2011     | Migliorate le prestazioni e l'interoperabilità; aggiunta l'opzione per disattivare la funzione di geolocalizzazione. |                                                                  |                                                                  |
| IE10 | 10 PP1   | 2.10.1000.16394 | 12-4-2011     | Supporto a standard CSS 3 emergenti; supporto all'ECMAScript 5 Strict Mode; migliorato il supporto all'accelerazione hardware. |                                                                  | Windows 7 o successivi, Windows Server 2008 R2 o successivi      |
| IE10 | 10 PP2   | 2.10.1008.16421 | 29-6-2011     | Supporto a standard CSS 3, HTML5 e DOM emergenti. |                                                                  | Windows 7 o successivi, Windows Server 2008 R2 o successivi      |
| IE10 | 10 PP3   | 10.0.8102.0     | 13-9-2011     | Supporto a standard CSS 3 e HTML5 emergenti; nuovi eventi touch; nuova API Indexed Database; nuovi effetti per le immagini SVG. | Windows 8 Developer Preview, Windows 8 Server Developer Preview  | Windows 8 Developer Preview, Windows 8 Server Developer Preview  |
| IE10 | 10 PP4   | 2.10.8103.0     | 29-11-2011    | Supporto a CORS, File API Writer, vettori tipizzati, proprietà user-select e font-feature-settings, sottotitolazione video HTML5; aggiornata la quirks mode; rimosse funzionalità grafiche legacy da standards mode. |                                                                  | Windows 8 Developer Preview, Windows 8 Server Developer Preview  |
| IE10 | 10 PP5   | 10.0.8250.0     | 29-2-2012     | Supporto ai valori in virgola mobile in CSS-OM; possibilità di segnalare componenti ActiveX aggiuntivi per la versione desktop. | Windows 8 Consumer Preview, Windows Server "8" Beta              | Windows 8 Consumer Preview, Windows Server "8" Beta              |
| IE10 | 10 PP6   | 10.0.8400.0     | 31-5-2012     | Supporto a standard CSS e API senza prefisso del venditore; migliorate le prestazioni di gesti touch e Chakra; supporto ai caratteri IVS/Emoji; nuove API classicList e MSGesture; supporto ai valori reverse e alternate-reverse di animation-direction; eccezioni DOM e oggetti Blob più aderenti alle specifiche W3C; rimossi i filtri DX legacy. | Windows 8 Release Preview, Windows Server 2012 Release Candidate | Windows 8 Release Preview, Windows Server 2012 Release Candidate |

### Windows Internet Explorer 9 Platform Preview
Windows Internet Explorer 9 Platform Preview 1 fu pubblicato il 16 marzo 2010, in occasione della conferenza MIX 10 di Las Vegas. Introdusse il supporto ai CSS 3 e a SVG e un nuovo motore JScript denominato "Chakra". Al test Acid3 raggiunse il punteggio 55/100, ben più alto di quello ottenuto da Internet Explorer 8 (20/100).
Windows Internet Explorer 9 Platform Preview 2 fu pubblicato il 5 maggio 2010. Rispetto alla precedente Platform Preview, otteneva un punteggio migliore nel test Acid3 (68/100) e delle prestazioni JavaScript migliori nel benchmark WebKit SunSpider.
Windows Internet Explorer 9 Platform Preview 3 fu pubblicato il 23 giugno 2010. Migliorò ancora le prestazioni JavaScript e il punteggio Acid3 (83/100), e introdusse il supporto ai tag <audio>, <video> e <canvas> di HTML5, e ai tipi di carattere WOFF.
Windows Internet Explorer 9 Platform Preview 4 fu pubblicato il 4 agosto 2010. Migliorò ancora le prestazioni JavaScript e il punteggio Acid3 (95/100).
Windows Internet Explorer 9 Platform Preview 5 fu pubblicato il 15 settembre 2010 insieme alla versione beta con l'interfaccia utente completa.
Windows Internet Explorer 9 Platform Preview 6 fu pubblicato il 28 ottobre 2010. Introdusse il supporto a trasformazioni 2D CSS 3 e tag semantici HTML5.
Windows Internet Explorer 9 Platform Preview 7 fu pubblicato il 17 novembre 2010. Migliorò ancora le prestazioni JavaScript.
Windows Internet Explorer 9 Platform Preview 8 fu pubblicato il 10 febbraio 2011 insieme alla versione Release Candidate.

### Internet Explorer 10 Platform Preview

#### Internet Explorer 10 Platform Preview 1
Internet Explorer 10 è stato annunciato per la prima volta il 12 aprile 2011 alla conferenza MIX 11 di Las Vegas, dopo sole quattro settimane dal rilascio di Internet Explorer 9. In questa conferenza, Internet Explorer 10 Platform Preview 1 è stato dimostrato in esecuzione su una versione demo di Windows 8, e lo stesso giorno è stato reso disponibile sul sito Web Internet Explorer Test Drive.
Rispetto a Windows Internet Explorer 9, Internet Explorer 10 Platform Preview 1 ha introdotto:
- un migliore supporto all'accelerazione hardware;
- il supporto all'ECMAScript 5 Strict Mode;[pp1 1]
- una migliore comprensione dei CSS 3, con il supporto a standard CSS 3 emergenti:[pp1 1][26]
  - Multi-column Layout Module;[w3c 1]
  - Grid Layout;[w3c 2]
  - Flexible Box Layout Module;[w3c 3]
  - Gradients (solo per le immagini di sfondo).[w3c 4]

1. 1 2  (EN)  Internet Explorer Platform Preview Guide for Developers

Le risposte dei critici alla pubblicazione di Internet Explorer 10 Platform Preview 1 sono state diverse. Tuttavia, la maggior parte dei critici ha notato quanto presto (29 giorni) dopo la pubblicazione di Windows Internet Explorer 9 Microsoft sta parlando della versione successiva. Mentre Don Reisinger di eWeek ha elencato le sue funzionalità richieste per la prossima versione, Michael Muchmore di PC Magazine ha effettuato il testing delle prestazioni e del supporto a HTML5 della Platform Preview con le suite di testing sia di Microsoft sia di terze parti. Nei suoi test, la Platform Preview è risultata migliore di Windows Internet Explorer 9 ma non sempre migliore dei browser Web concorrenti.

#### Internet Explorer 10 Platform Preview 2
Internet Explorer 10 Platform Preview 2, pubblicato il 29 giugno 2011, ha introdotto:
- il supporto a standard CSS 3 emergenti:[pp2 1]
  - Floats and Positioning;[w3c 5]
  - Gradients (su tutte le proprietà che accettano immagini);[w3c 4]
  - rimozione dei limiti per i fogli di stile;
- il supporto a standard DOM emergenti:[pp2 2]
  - nuova API Advanced Hit Testing per il recupero degli elementi da una posizione specificata;
  - supporto ai valori in virgola mobile CSSOM per il posizionamento degli elementi;
  - osservatori per Media Queries;[w3c 6]
- il supporto a standard HTML5 emergenti:[pp2 3]
  - supporto all'esecuzione asincrona degli script (elemento script);[w3c 7]
  - possibilità di effettuare il drag and drop HTML5 dal desktop alla pagina Web (attributo draggable);[w3c 8]
  - nuova API per i file;[w3c 9]
  - nuovi tipi e attributi HTML5 per la convalida dei dati in ingresso in un form (elemento input);[w3c 10]
  - introduzione di una sandbox HTML5 per iframe dal contenuto non affidabile (attributo sandbox);[w3c 11]
  - Web worker per l'esecuzione degli script su più thread;[w3c 12]
- una migliore gestione delle prestazioni e del consumo di energia dei siti Web;[pp2 4]

1. ↑  (EN)  Cascading Style Sheets (CSS)
2. ↑  (EN)  Document Object Model (DOM)
3. ↑  (EN)  HTML5
4. ↑  (EN)  Web Performance

#### Internet Explorer 10 Platform Preview 3
Internet Explorer 10 Platform Preview 3 è stato incluso in Internet Explorer 10 Developer Preview, pubblicato il 13 settembre 2011 insieme a Windows 8 Developer Preview, Ha introdotto:
- il supporto a standard CSS 3 emergenti:[pp3 1]
  - CSS Regions per il layout avanzato della pagina;[w3c 13]
  - CSS 3D Transforms;[w3c 14]
  - CSS Animations;[w3c 15]
  - CSS Transitions;[w3c 16]
  - supporto alla proprietà text-shadow per l'ombra del testo;[w3c 17]
  - sillabazione automatica del testo;[w3c 17]
- il supporto a standard HTML5 emergenti:[pp3 2]
  - Channel Messaging;[w3c 18]
  - un parser HTML aderente alle regole di parsing HTML5;
  - nuova API Application Cache per le applicazioni Web non in linea;[w3c 19]
  - supporto al controllo slider (stato Range);[w3c 20]
  - supporto al controllo barra di avanzamento (elemento progress);[w3c 21]
  - supporto all'interfaccia History;[w3c 22]
  - supporto all'attributo sandbox per gli elementi iframe;[w3c 11]
  - supporto al protocollo WebSocket;[w3c 23]
  - correzione ortografica per il testo immesso dall'utente (attributo spellcheck);[w3c 24][30]
- il supporto agli eventi Pointer e Gesture per la gestione dei dispositivi di input;[pp3 3]
- la nuova API Indexed Database (solo asincrona);[w3c 25][pp3 4]
- il supporto ai Filter Effects per le immagini in formato SVG.[w3c 26][pp3 5]

1. ↑  (EN)  Cascading Style Sheets (CSS)
2. ↑  (EN)  HTML5
3. ↑  (EN)  Document Object Model (DOM)
4. ↑  (EN)  Indexed Database API ("IndexedDB")
5. ↑  (EN)  SVG

#### Internet Explorer 10 Platform Preview 4
Internet Explorer 10 Platform Preview 4, pubblicato il 29 novembre 2011, ha introdotto:
- il supporto a Cross-Origin Resource Sharing (CORS) per consentire richieste Web tra diversi domini;[w3c 27][pp4 1][31]
- il supporto alla File API Writer (interfaccia BlobBuilder) per manipolare oggetti binari di grandi dimensioni (blob);[w3c 28][pp4 2][32]
- il supporto ai vettori tipizzati in JavaScript;[w3c 29][33]
- il supporto alla proprietà CSS user-select per avere il preciso controllo su come vengono selezionati gli elementi della pagina Web;[w3c 30][pp4 3][34]
- il supporto alla sottotitolazione testuale dei video HTML5, compresi timecode, posizionamento e formati di file di sottotitoli;[w3c 31][pp4 4][35]
- il supporto alla proprietà CSS font-feature-settings per accedere alle funzionalità avanzate di OpenType;[w3c 32][pp4 5][36]
- una quirks mode aggiornata;[pp4 6][37]

e ha rimosso le funzionalità grafiche legacy dalla standards mode.
1. ↑  (EN)  XMLHttpRequest Enhancements
2. ↑  (EN)  File API
3. ↑  (EN)  Specifying selectable text
4. ↑  (EN)  Video: timed text tracks
5. ↑  (EN)  Fonts
6. ↑  (EN)  Interoperable Quirks Mode

#### Internet Explorer 10 Platform Preview 5
Internet Explorer 10 Platform Preview 5 è stato incluso in Internet Explorer 10 Consumer Preview, pubblicato il 29 febbraio 2012 insieme a Windows 8 Consumer Preview. Ha introdotto il supporto:
- ai valori in virgola mobile in CSS Object Model (CSS-OM);[pp5 1][41]
- a un tag meta per avvisare l'utente che il sito richiede dei componenti ActiveX aggiuntivi disponibili solo nella versione desktop di Internet Explorer 10.[42]

1. ↑  (EN)  Floating-point values in CSSOM

#### Internet Explorer 10 Platform Preview 6
Internet Explorer 10 Platform Preview 6 è stato incluso in Internet Explorer 10 Release Preview, pubblicato il 31 maggio 2012 insieme a Windows 8 Release Preview. Ha introdotto:
- il supporto alle versioni prive di prefisso del venditore di alcuni standard CSS e di API come Indexed Database e requestAnimationFrame();[44]
- alcuni miglioramenti alle prestazioni dei gesti touch e del motore JScript Chakra;
- il supporto ai caratteri IVS/Emoji;
- le API classicList e MSGesture;
- il supporto ai nuovi valori reverse e alternate-reverse della proprietà CSS animation-direction;
- una maggiore adesione alle specifiche W3C sulle eccezioni DOM e sui costruttori per la creazione di oggetti Blob;

e ha rimosso i filtri DX legacy da tutte le modalità.

### SpecificheW3C
1. ↑  (EN)  CSS Multi-column Layout Module
2. ↑  (EN)  Grid Layout
3. ↑  (EN)  CSS Flexible Box Layout Module
4. 1 2  (EN)  CSS Image Values and Replaced Content Module Level 3
5. ↑  (EN)  CSS Floats and Positioning Level 3 Archiviato il 23 novembre 2011 in Internet Archive.
6. ↑  (EN)  Media Queries
7. ↑  (EN)  Scripting — HTML5
8. ↑  (EN)  Drag and drop — HTML5
9. ↑  (EN)  File API
10. ↑  (EN)  The input element — HTML5
11. 1 2  (EN)  The iframe element — HTML5
12. ↑  (EN)  Web Workers
13. ↑  (EN)  CSS Regions Module Level 3
14. ↑  (EN)  CSS 3D Transforms Module Level 3
15. ↑  (EN)  CSS Animations Module Level 3
16. ↑  (EN)  CSS Transitions Module Level 3
17. 1 2  (EN)  CSS Text Level 3
18. ↑  (EN)  HTML5 Web Messaging
19. ↑  (EN)  Offline Web Applications — HTML5 Archiviato il 1º dicembre 2012 in Internet Archive.
20. ↑  (EN)  Number state — HTML5
21. ↑  (EN)  The button element — HTML5
22. ↑  (EN)  Session history and navigation — HTML5
23. ↑  (EN)  The WebSocket API Archiviato il 7 giugno 2015 in Internet Archive.
24. ↑  (EN)  User interaction — HTML5
25. ↑  (EN)  Indexed Database API
26. ↑  (EN)  Filter Effects – SVG 1.1 (Second Edition)
27. ↑  (EN)  Cross-Origin Resource Sharing
28. ↑  (EN)  File API: Writer
29. ↑  (EN)  Typed Array Specification
30. ↑  (EN)  User Interface for CSS3
31. ↑  (EN)  The video element — HTML5 Archiviato il 12 gennaio 2012 in Internet Archive.
32. ↑  (EN)  CSS Fonts Module Level 3